# Carmen de los Mártires

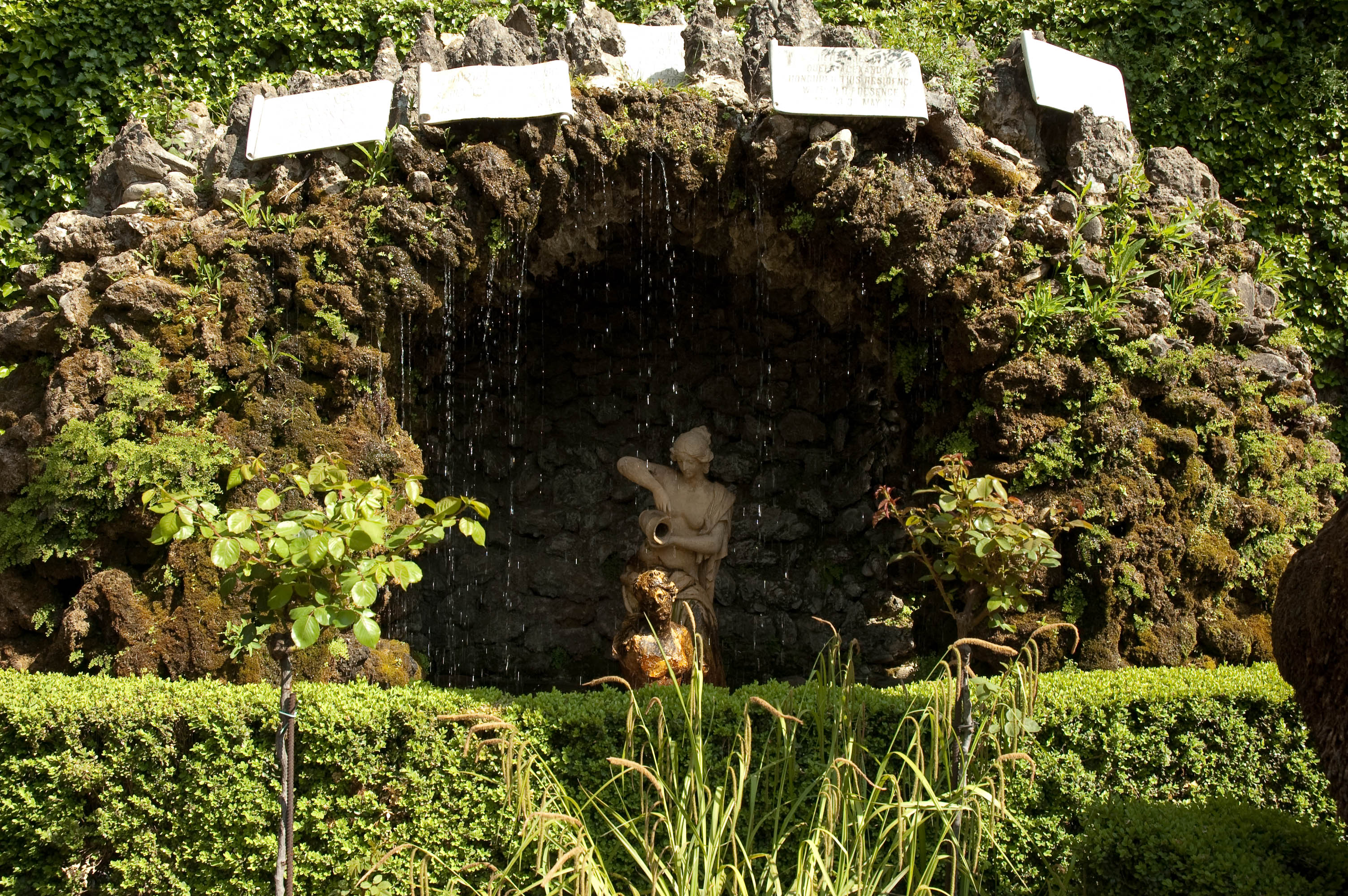
Eingangsbereich des Carmen de los Mártires

Der Carmen de los Mártires ist ein Carmen (Haus mit Gartenanlage) in Granada, in unmittelbarer Nähe der Alhambra gelegen; es handelt sich um eine der größten solchen Anlagen der Stadt. Innerhalb des Carmen findet sich ein repräsentatives Gebäude, ein Palmengarten, ein angelegter See mit Ruineninsel, ein französischer Garten, ein historischer Nutzgarten sowie ein Aussichtsplatz, der sich auf die Stadt, die dahinter liegende Vega und die Sierra Nevada öffnet.

## Geschichte
Der Ort wurde nach der Übernahme Granadas durch die Reyes Catolicos zu Ehren der von den maurischen Herrschern dort gefangenen oder ermordeten Christen Campo de los Christianos Cautivos (Feld der gefangenen Christen) genannt; Isabel la Catolica ließ hier eine kleine Eremitage, die Eremita de los Mártires, errichten.
Im 16. Jahrhundert wurde an der Stelle ein Konvent der Unbeschuhten Karmeliten errichtet; San Juan de la Cruz, der Prior des Konvents war, soll hier einen Teil seines poetischen Werks geschaffen haben; ein früherer Nutzgarten im hinteren Bereich der Gartenanlage wird Huerto de San Juan de la Cruz genannt.
Nach dem Niedergang des Konvents erwarb der General Carlos Manuel Calderón y Molina 1845 das Gelände, auf dem er einen Wohnpalast und eine thematische Gartenanlage errichten ließ. In den folgenden 100 Jahren wurde das Gelände von verschiedenen Besitzern umgewandelt und weiter ausgebaut. 1889 wurde der Dichter José Zorrilla y Moral hier zum spanischen Nationaldichter ernannt, woran eine Plakette erinnert.
Obwohl die Anlage 1943 unter Denkmalschutz gestellt wurde, ist in den 1970er Jahren der Bau eines Hotelkomplexes im Carmen de los Mártires genehmigt worden; das Projekt wurde 1976 eingestellt, nachdem bereits ein Teil der Gartenanlage abgetragen war. Seit 1984 werden Palast und Gärten langsam wiederhergestellt.